# Immeubles aux 13-14, rue des Pèlerins à Obernai
Les immeubles aux 13-14, rue des Pèlerins forment un monument historique situé à Obernai, dans le département français du Bas-Rhin.

## Localisation
Ces bâtiments sont situés aux 13, 14, rue des Pèlerins à Obernai.

## Historique
Ces édifices font l'objet d'une inscription au titre des monuments historiques depuis 1993.